# شيكابالا
محمود عبد الرازق حسن فضل الله الشهير بلقب شيكابالا، (مواليد 5 مارس 1986)، هو لاعب كرة قدم مصري سابق، كان يلعب في مركز الجناح. يُعد من بين أفضل لاعبي كرة القدم المصرية في التاريخ حيث نال لقب "أفضل لاعب في مصر" في الكثير من الاستفتاءات في مواسم كروية مختلفة. يتميز أسلوب لعبه بالمراوغة والاختراق وصناعة الألعاب ويساهم في الهجوم وإحراز الأهداف وقوة التسديد علي المرمى من بعيد بالقدم اليسرى. شيكابالا يُعتبر أحد أكثر اللاعبين شعبية لدى جماهير نادي الزمالك والذي حمل شارة قيادته لسنوات عديدة. هو اللاعب الأكثر تحقيقا للألقاب في تاريخ نادي الزمالك.
بدأ مسيرته الكروية مع فرق شباب نادي الزمالك قبل انضمامه للفريق الأول في 2002. ثم انضم إلى باوك اليوناني، وسبورتينغ لشبونة البرتغالي. ثم انتقل على سبيل الإعارة إلى الوصل الإماراتي، والإسماعيلي المصري، والرائد السعودي، وأخيرًا أبولون سميرني اليوناني، قبل أن يعود مجددا إلى نادي الزمالك. على الصعيد الدولي، كان شيكابالا جزءًا من المنتخب المصري لكرة القدم الذي فاز بلقب كأس الأمم الأفريقية 2010، ومثل بلاده أيضًا في كأس العالم 2018. فاز شيكابالا بـ 18 لقبًا مع الزمالك خلال مسيرته الكروية الحافلة. أعلن اعتزاله كرة القدم الاحترافية في يوليو 2025. يُلقبه المشجعون المصريون بـ"الأباتشي".

## المسيرة الاحترافية

### الزمالك
تدرّج في فرق الناشئين بالزمالك وانضم للفريق الأول وكان عمره 15 عاما و8 شهور فقط وقضى موسمين بالفريق الأول وبعدها انتقل إلى نادي باوك سالونيك اليوناني.

### باوك سالونيكا
كان معشوق جماهير باوك سالونيكا ووصفته الصحف اليونانية أنه «ريفالدو اليونان» نظرا لأنه يمتلك مهارات خاصة في قدمه اليسرى وسجل مع الفريق 5 أهداف.ونشرت المجلات الرياضية الكثير من التقارير عنه مما زاد من شعبيته في اليونان. ثم زاد صيته حتى وصلته عروض احتراف في عدة أندية أوروبية وكان في طريقه للانتقال للدوري الهولندي وبالتحديد نادي بي إس في آيندهوفن لولا مشكلة التجنيد التي أجبرته على العودة لمصر مرة أخرى.

### العودة للزمالك
وعندما عاد إلى مصر فاوضته الكثير من الأندية المصرية وحاولوا إغرائه بعقود ذات مبالغ مالية ضخمة إلا أن الفهد الأسمر فضّل أن يعود إلى بيته وناديه الأصلي نادي الزمالك والتي تعد العودة الأخيرة لناديه حتى بعد انتقاله لنادي سبورتنغ لشبونة البرتغالي من 2014 إلى 2015، وأعارته لكل من الوصل الإماراتي من 2012 إلى 2013، والنادي الاسماعيلي عام 2015 حتى 2016، وآخرها لنادي الرائد الرائد في 2017 حتى الآن، حيث اثبت لجمهور نادي الزمالك انه أمهر اللاعبين في النادي حيث لعب دورًا مؤثرًا في نقل الهجمات وصنع أغلب أهداف الفريق وإحرازه للأهداف التي جاء أغلبها من التسديدات القوية التي اشتهر بها مما أعطاه لقب هداف الدوري المصري لعام 2011 عن جدارة واستحقاق.
ومن أفضل الأهداف التي سجلها بهذا الموسم كان بمرمى اتحاد الشرطة حيث سجله من منتصف الملعب بجانب هدفه في مرمى النادي المصري البورسعيدي وهدفه في مرمى نادي انبي وكان له الكثير من الأهداف الرائعة بهذا الموسم باتحديد حيث تم اختياره كأفض لاعب في مصر من قبل الاتحاد المصري لكرة القدم إضافة لجميع الاستفتاءات الودية والرسمية الأخرى، إضافة إلى لقب «أفضل لاعب عربي» في استفتاء الموقع العالمي جول دوت كوم.

### الإعارة للوصل الإماراتي
بعد مشكلته الشهيرة مع مدرب الزمالك السابق حسن شحاتة في لقاء نادي المغرب الفاسي عاقبه مجلس الإدارة بإعارته لمدة موسم واحد لنادي الوصل الإماراتي، ونال اللاعب إشادة هائلة من مدرب نادي الوصل الفرنسي برونو ميتسو خلال مشاركاته الودية مع الفريق، وتمكن من احراز 7 أهداف خلال 13 مباراة خاضها في صفوف الفريق.

### الاحتراف لدى سبورتينغ لشبونة
احترف شيكابالا لنادي سبورتينغ لشبونة البرتغالي بمبلغ 700,000 دولار أمريكي في 29 يناير عام 2014، وقد سافر في اليوم التالي إلى لشبونة لاستكمال الفحص الطبي والتوقيع رسميا مع النادي. وذلك كان في الساعات الأخيرة من فترة الانتقالات لشهر يناير، كانت هناك عدة مشاكل في مفاوضات انتقال شيكابالا بين نادي سبورتنغ لشبونة والزمالك، وانتهى الأمر بموافقة الانتقال بقيمة 700,000 دولار الإضافة إلى 5٪ من أي صفقة مستقبلية إذا قرر سبورتنغ بيع شيكابالا لنادي آخر. وقرر شيكابالا ارتداء القميص رقم 7 في صفوف الفريق، إلا أنه كان انتقال غير ناجح له بالمرة، فلم يشارك خلالها إلا في مباراة وحيدة في المباراة الودية التي جمعت بين سبورتنغ لشبونة والاتحاد السكندري في مباراة الاحتفال بمئوية نادي الاتحاد السكندري في أوائل أغسطس عام 2014 ولم يشارك شيكابالا مع فريق سبورتنغ لشبونة في أية مباراة غيرها، حتى عودته لنادي الزمالك مرة أخرى في 2015.

### العودة الثانية للزمالك والإعارة إلىنادي الإسماعيلي
في 27 أغسطس 2015، تعاقد الزمالك رسميًا مع شيكابالا بعد تجربته السريعة مع سبورتنج لشبونة البرتغالي. وذكر الموقع الرسمي للنادي: "وافق رئيس الزمالك، مرتضى منصور، على عقد لمدة خمسة مواسم مع اللاعب". أُعير شيكابالا فورًا إلى نادي الإسماعيلي المصري لعدم وجود مكان له في التشكيلة الأساسية للزمالك. بعد موسم 2015-16، أكمل شيكابالا فترة إعارته وعاد إلى الزمالك قائدًا للفريق.

### الإعارة إلى ناديي الرائد السعودي أبولون سميرني اليوناني
أعاره الزمالك إلى نادي الرائد السعودي في عام 2017 وقد تألق بهذا الموسم في دوري المحترفين السعودي حيث شارك 22 مباراة واحرز 11 هدف وصنع 6 أهداف وكان الدوري السعودي بوابتة للعوده للمنتخب المصري بعد غياب دام أكثر من 5 سنوات من آخر مشاركه له، حيث احرز للمنتخب هدفاً في مرمي غانا بتصفيات أمم أفريقيا المؤهلة لكأس العالم 2018، وقد تم تقييم شيكابالا هذا الموسم كأفضل لاعب مصري بالمملكة طبقاً لاختيارات محللون سعوديون.
وفي عام 2018، تمت إعارة شيكابالا إلى أبولون سميرني والذي يشارك في دوري السوبر اليوناني، وشارك في 10 مباريات وأحرز هدفاً واحداً.

### العودة الثالثة للزمالك والاعتزال
في 30 يونيو 2019، عاد شيكابالا إلى نادي الزمالك بعد انتهاء إعارته إلى أبولون سميرني. في فترته الثالثة مع ناديه الأصلي، فاز بالدوري المصري الممتاز في موسمي 2020-21 و2021-22. كما فاز مع القلعة البيضاء بكأس السوبر المصري في موسم 2019-20 وكأس مصر في عام 2021. وعلى المستوى القاري، فاز مع الزمالك بكأس السوبر الأفريقي في عام 2020 وكأس الكونفيدرالية الأفريقية في عام 2023-24.
ثم فاز مع نادي الزمالك بكأس السوبر الأفريقي 2024، بعد فوز نادي الزمالك على الأهلي 4-3 بركلات الترجيح بعد التعادل 1-1 علي ملعب المملكة أرينا في الرياض، السعودية، في المباراة الشهيرة المعروفة باسم سوبر القرن، ليحقق شيكابالا لقبه الثالث والخامس للزمالك في كأس السوبر الأفريقي. كان آخر ألقابه مع القلعة البيضاء هو لقب كأس مصر 2024-25. في 3 يوليو 2025، أعلن شيكابالا اعتزاله كرة القدم الاحترافية. أعلن النجم المصري، الذي حصد 18 لقبًا مع ناديه الزمالك، اعتزاله في مقابلة تلفزيونية مؤثرة، حيث كافح "الأباتشي" لكبح دموعه معلنًا اعتزاله، منهيًا مسيرة حافلة امتدت لأكثر من عقدين.

## المسيرة الدولية

### مع منتخب مصر
- مباراته الدولي الأولى: شارك في تعادل المنتخب مع موريتانيا في تصفيات كأس العالم 0-0 في 3 يونيو2007.
- كان من أعضاء المنتخب المصري الفائز ببطولة أمم أفريقيا 2010 والتي أقيمت في أنغولا.

أعلن شيكابالا اعتزاله اللعب الدولي في 31 ديسمبر 2010 عقب مباراة القمة المصرية. أفاد إبراهيم حسن مدير الكرة بنادي الزمالك إن «الهتافات المسيئة لشيكابالا وراء قرار اعتزاله الدولي، فجمهور الأهلي والزمالك هم مشجعي مصر». وكان شيكابالا قد تعرض لهتافات معادية من جماهير الأهلي عقب المباراة التي انتهت بالتعادل السلبي، فيما رد اللاعب برفع حذاء في وجه الجماهير. بالرغم من إعلان الاعتزال، الإ إن حسن شحاتة المدير الفني لمنتخب مصر استدعى اللاعب ضمن القائمة الأولية للمنتخب المشاركة في دورة حوض وادي النيل المقامة في القاهرة من 5 إلى 17 يناير 2011. ولكن أستجاب شيكابالا لاستدعاء المنتخب والتحق بالمعسكر الإعدادي.
ثم استدعي مع المدبر الفني بوب برادلي لكنه لم يشارك كثيرا ثم استدعي مع شوقي غريب وشارك في حوالي 20 دقيقة في مباراة مصر وتونس 2014 في التصفيات المؤهله لامم افريقيا 2015 ويبـــلغ عدد مشاركاته الدولية حتى نوفمبر 2017 سبعة وعشرين (27) مباراة منهم (25) مشاركة دولية أحــرز خلالها هدفين في مباراة ودية أمام منتخب الكويت بتاريخ 12-6-2007 وامام غانا في التصفيات المؤهلة لمونديال روسيا 2018 كما كان رجل المباراة انذاك.

## الإحصائيات

### الأهداف الدولية
الأرقام الأولى في قسم النتيجة والتسجيل تخص المنتخب المصري.
| رقم. | التاريخ        | الملعب                                 | الكأس | الخصم  | التسجيل | النتيجة النهائية | المناسبة                                                    | مصدر          |
| ---- | -------------- | -------------------------------------- | ----- | ------ | ------- | ---------------- | ----------------------------------------------------------- | ------------- |
| 1    | 12 يونيو 2007  | ملعب صباح السالم، مدينة الكويت، الكويت | 2     | الكويت | 1–1     | 1–1              | مباراة ودية                                                 | [ 22 ] [ 23 ] |
| 2    | 12 نوفمبر 2017 | ملعب بابا يارا، كوماسي، غانا           | 26    | غانا   | 1–0     | 1–1              | تصفيات كأس العالم لكرة القدم 2018 – أفريقيا المرحلة الثالثة |               |

### المشاركات الدولية
إحصائيات دقيقة اعتبارًا من المباراة التي لعبت في 15 يونيو 2018.
| منتخب مصر | منتخب مصر | منتخب مصر |
| عام       | مشاركات   | الإهداف   |
| --------- | --------- | --------- |
| 2007      | 2         | 1         |
| 2008      | 4         | 0         |
| 2009      | 1         | 0         |
| 2010      | 2         | 0         |
| 2011      | 7         | 0         |
| 2012      | 3         | 0         |
| 2013      | 5         | 0         |
| 2014      | 1         | 0         |
| 2015      | 0         | 0         |
| 2016      | 0         | 0         |
| 2017      | 1         | 1         |
| 2018      | 4         | 0         |
| الإجمالي  | 30        | 2         |

### أهدافالدوري العام
احرز 5 أهداف في موسم 2002 - 2003
- أحرز 4 أهداف في موسم 2006-2007
- أحرز 5 أهداف في موسم 2007-2008
- أحرز 3 أهداف في موسم 2008-2009
- أحرز 7 أهداف في موسم 2009-2010
- أحرز 13 هدف في موسم 2010-2011 (هداف الدوري)
- احرز 4 أهداف في موسم 2011-2012 (الدوري لم يكتمل)

### أهدافكأس مصر
- أحرز هدفين في موسم 2002-2003
- أحرز هدفين في موسم 2006-2007
- أحرز هدف واحد في موسم 2010-2011
- احرز هدف واحد في موسم 2013
- احرز هدف واحد في موسم 2016 وصنع ثلاث أهداف

### أهدافالبطولات الأفريقية
- أحرز هدف واحد في بطولة دوري أبطال أفريقيا 2008
- أحرز هدفين في بطولة دوري أبطال أفريقيا 2011

## الإنجازات
نادي الزمالك
- الدوري المصري الممتاز (4): 2002-03، 2003-04، 2020–21،-2021-22[26]
- كأس مصر (6): 2007–08، 2012–13، 2015–16، 2018–19،-2020-21، 2024–25[26]
- كأس السوبر المصري (2): 2016، 2020
- كأس الكونفدرالية الأفريقية (1): 2023–24
- كأس السوبر الإفريقي (3): 2003، 2020، 2024
- كأس العرب للأندية الأبطال (1): 2003
- كأس السوبر المصري السعودي (1): 2003

منتخب مصر
- كأس الأمم الإفريقية (1): 2010
- دورة حوض وادي النيل لكرة القدم (1): 2011

إنجازات فردية
- هداف الدوري المصري الممتاز: 2010–11
- أفضل لاعب في مصر من الاتحاد المصري لكرة القدم عام 2011.

## وصلات خارجية
- شيكابالا على موقع الاتحاد الدولي (مؤرشف)  (الإنجليزية)
- شيكابالا على موقع الاتحاد الأوربي (الإنجليزية)
- شيكابالا على موقع قاعدة بيانات كرة القدم.إي يو (الإنجليزية)
- شيكابالا على موقع ليكيب (الفرنسية)
- شيكابالا على موقع ناشيونال فوتبول تيمز (الإنجليزية)
- شيكابالا على موقع Soccerway.com (الإنجليزية)
- شيكابالا على موقع عالم كرة القدم.نت (الإنجليزية)